# Kaiser Shipyards

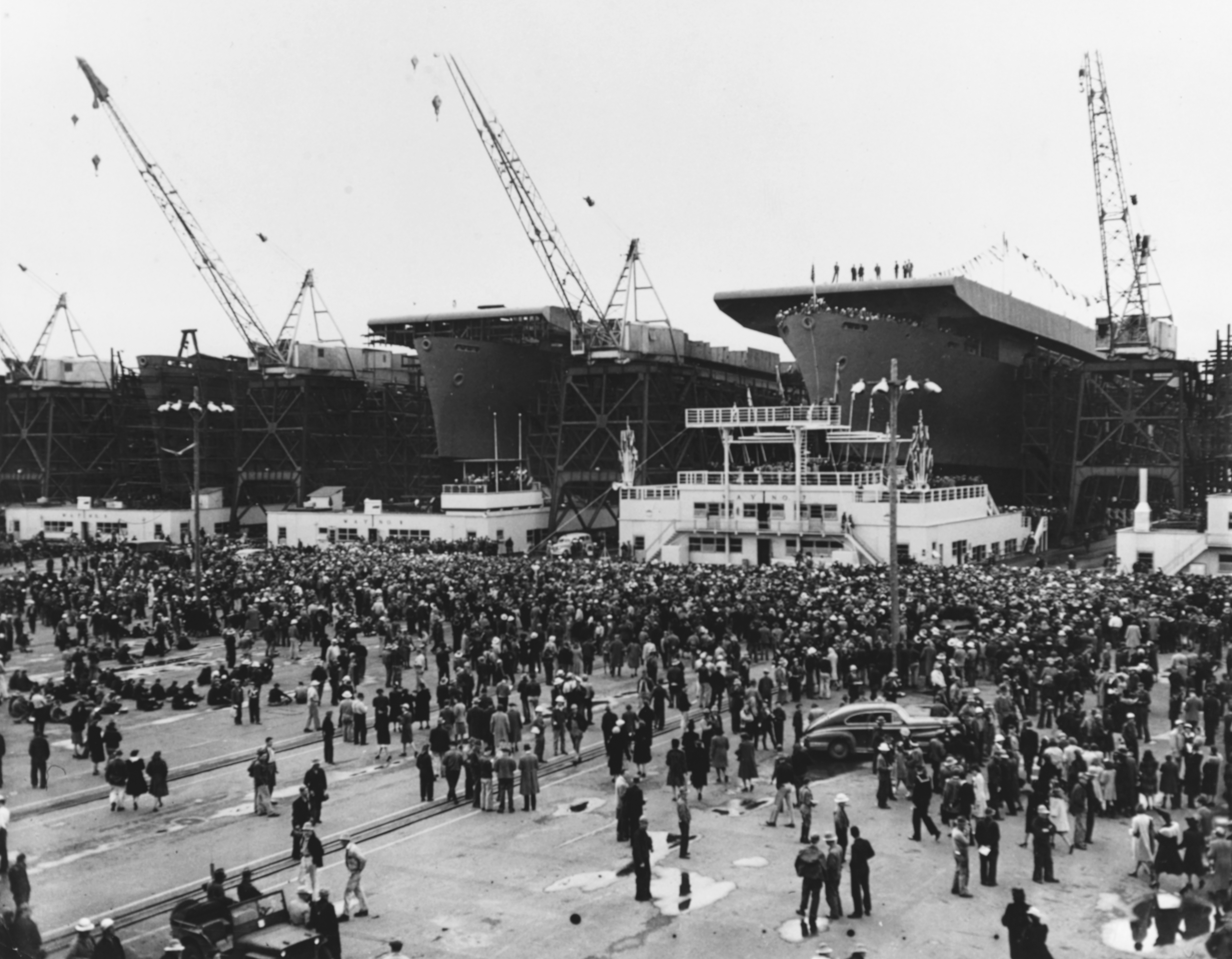
Kaiser Shipyards in 1943

Kaiser Shipyards was een verzameling van zeven scheepswerven aan de Amerikaanse westkust tijdens de Tweede Wereldoorlog. Henry J. Kaiser was een ondernemer met weinig ervaring op het gebied van de scheepsbouw. Hij kreeg toch van de Amerikaanse overheid het beheer over de werven en hij slaagde erin de bouwtijd van schepen aanzienlijk te verkorten. Zijn werven bouwden in totaal 1490 schepen in de oorlogsjaren. Na de oorlog werden de werven bijna direct gesloten en gesloopt.

## Geschiedenis
Henry Kaiser was een bouwondernemer. In 1939 was hij in contact gekomen met Todd Shipyards, een van de grootste scheepwerven van het land, en ging een samenwerkingsverband aan. Samen gingen ze de oude scheepswerf van Todd in Tacoma reactiveren. Dit ging zo goed dat tijdens de oorlog de productie van schepen zeer toenam en er 28.000 mensen werkten in 1943.
Todd had in 1940 een order gekregen voor de bouw van 30 Ocean schepen van de Britse regering. Bath Iron Works in Portland (Maine) aan de oostkust had een vergelijkbare order ontvangen. Er was haast bij geboden en er moesten nieuwe werven en hellingen worden gebouwd. De aannemer Kaiser had hiermee veel ervaring en werd door beide werven hiervoor uitgenodigd. In december 1940 startte de bouw van de werven en reeds in april 1941 werd de eerste kiel gelegd in Richmond en een maand later in Portland.
Voor de werf in Richmond richtte de twee de Todd-California Shipbuilding Corporation op in december 1940. Permanente Metals Corporation, een bedrijf van Kaiser en de vijf andere aannemers van Six Companies, had een aandelenbelang van 65 procent in deze scheepsbouwer. Bij Richmond werden uit het niets vier grote scheepswerven, Todd-California/Permanente 1 tot en met 4, aangelegd voor de productie van Liberty vrachtschepen. Deze vier produceerden in totaal 747 schepen waaronder veel Liberty- en Victoryschepen.
Richmond telde voor de oorlog zo’n 20.000 inwoners, maar door de vier nieuwe werven steeg dit in drie jaar tot ruim 100.000 mensen. De uitbreiding ging gepaard met forse bouwactiviteiten om de werknemers van huizen en infrastructuur te voorzien.
De andere drie werven lagen aan de Columbia. Een werf lag in Vancouver (Washington) en twee in Portland (Oregon). Alle werven waren operationeel vanaf begin 1942. Net als in Richmond steeg hier ook het inwoners aantal snel. In 1940 telde de grootste werkgever in de regio 1100 werknemers maar per jaareinde 1942 werkten er 76.000 mensen op de drie werven van Kaiser Shipyards. Een jaar later piekte de bezetting op 97.000, waarvan meer dan 10.000 vrouwen.
Bij het einde van de oorlog had de werf in Vancouver 140 schepen gebouwd voor de United States Navy en de United States Maritime Commission, waaronder Victoryschepen, landingsvaartuigen voor tanks (LST), C4-schepen en 50 escortevliegdekschepen van de Casablancaklasse.
Na de oorlog werden alle werven gesloten. Ze zijn allemaal gesloopt en de terreinen hebben een andere bestemming gekregen. In Richmond ligt op het oude werfterrein het Rosie the Riveter/World War II Home Front National Historical Park ter nagedachtenis aan de scheepsbouw en de rol die vrouwen hierbij hebben gespeeld.

## Bouwoverzicht
In de tabel hieronder staat het aantal schepen gebouwd zijn door Kaiser Shipyards naar werf, locatie en scheepstype. Het totaal komt uit op 1493 schepen. De C1 is een kleiner type vrachtschip met een beperkte diepgang geschikt voor gebruik in kleine havens.
| Werf                         | Ocean | Liberty | Victory | T2-tanker | C1-M-AV-1 | C4 | LST | C2 fregat | Escorte |
| ---------------------------- | ----- | ------- | ------- | --------- | --------- | -- | --- | --------- | ------- |
| Todd-California/Permanente 1 | 30    | 138     | 53      |           |           |    |     |           |         |
| Permanente 2                 |       | 351     | 89      |           |           |    |     |           |         |
| Permanente 3                 |       |         |         |           |           | 35 |     |           |         |
| Permanente 4                 |       |         |         |           | 24        |    | 15  | 12        |         |
| Subtotaal Richmond           | 30    | 489     | 142     |           | 24        | 35 | 15  | 12        |         |
| Oregon Shipbuiding           |       | 330     | 136     |           |           |    |     |           |         |
| Swan Island                  |       |         |         | 147       |           |    |     |           |         |
| Vancouver                    |       | 2       | 31      |           |           | 20 | 30  |           | 50      |
| Subtotaal Oregon             |       | 332     | 167     | 147       |           | 20 | 30  |           | 50      |
| Totaal                       | 30    | 821     | 309     | 147       | 24        | 55 | 45  | 12        | 50      |